# Gérard Marx
Pour les articles homonymes, voir Marx.
 (novembre 2024).
Si vous disposez d'ouvrages ou d'articles de référence ou si vous connaissez des sites web de qualité traitant du thème abordé ici, merci de compléter l'article en donnant les références utiles à sa vérifiabilité et en les liant à la section « Notes et références ».
Gérard Marx est un réalisateur français.

## Filmographie sélective

### Cinéma
- 1979 : Nuit féline[1] (court métrage, Prix Jean-Vigo)

### Téléfilms
- 1984 : Quidam, avec Richard Bohringer
- 1991 : Piège pour femme seule, avec Evelyne Bouix
- 1993 : Embrasse-moi vite !, avec Grace de Capitani
- 1995 : Une femme dans mon cœur, avec Pierre Arditi et Michèle Laroque
- 1995 : Electrochoc, avec Jacques Perrin, Isabel Otero, Jacques Perrin, Yann Trégouët (1ère diffusion en 2004 !)
- 1997 : La Belle Vie, avec Jean Yanne
- 1998 : Les Insoumis, avec Bernard Verley
- 2002 : L'Été rouge, saga de l'été avec Guy Marchand et Georges Corraface
- 2003 : Capitaine Lawrence, avec Maruschka Detmers
- 2003 : Le Prix de l'honneur, avec Michel Sardou
- 2004 : Clara et associés, avec Catherine Jacob
- 2005 : L'Empire du Tigre, avec Bernard Giraudeau et Thierry Frémont
- 2011 : Brassens, la mauvaise réputation, avec Stéphane Rideau et Marie-Anne Chazel

### Séries télévisées
- 1985 : Série noire : Rhapsodie en jaune
- 1990 - 2002 : Navarro (13 épisodes)
- 1990 : Le Chinois (épisodes Le pachyderme et Lumière noire)
- 1992 : Nestor Burma (épisode Fièvre au Marais)
- 1994 : L'Instit (épisode Une seconde chance)
- 1994 : Deux justiciers dans la ville (épisode Dame de cœur)
- 2000 : Justice (4 épisodes)
- 2001 : La Crim' (4 épisodes)
- 2001 : Commissaire Moulin (épisode Le petit homme)
- 2004 : Fargas (2 épisodes)
- 2006 : Femmes de loi (2 épisodes)
- 2007 - Aujourd'hui : Section de recherches (76 épisodes)
- 2008 : Paris, enquêtes criminelles (4 épisodes)
- 2009 : Brigade Navarro (2 épisodes)